# George Landow
George Landow es un catedrático de la Universidad de Brown, crítico y teórico de literatura electrónica, así como pionero en el análisis de las características y los efectos del uso del hipertexto y los hipermedia. Es también el fundador de The Victorian Web, The Contemporary, Postcolonial, & Postimperial Literature in English web, y The Cyberspace, Hypertext, & Critical Theory web.
Los artículos y libros de Landow han sido fundamentales en la evolución de los efectos de las nuevas tecnologías sobre el lenguaje y la literatura, enlazando con los trabajos de críticos como Jacques Derrida, Roland Barthes, Gilles Deleuze, Paul de Man o Michel Foucault, entre otros. Su obra más significativa es Hypertext, en el que analiza las posibles convergencias entre la teoría crítica literaria contemporánea y los productos artísticos y culturales de las Nuevas tecnologías. Landow ha publicado dos revisiones sucesivas de esta obra (tituladas respectivamente Hypertext 2.0 y Hypertext 3.0.